# Encyklopedia techniki wojskowej
Encyklopedia techniki wojskowej – jednotomowa, ilustrowana polska encyklopedia techniczna i wojskowa wydana w latach 1978-1987 w Warszawie przez Ministerstwo Obrony Narodowej .

## Komitet redakcyjny
Zawartość encyklopedii redagował komitet naukowo-redakcyjny, którego przewodniczącym był Jerzy Modrzewski. Hasła redagowali m.in. Czesław Czarnogórski oraz Edmund Bamburski. Autorami ilustracji wielobarwnych byli: Julian Malejko, Jerzy Pyzel, Marek Soroka i Tadeusz Wałęga.

## Opis
Encyklopedię wydano w jednym tomie, który zawierał 855 stron, ponad 6000 haseł, około 1700 rysunków oraz fotografii czarno-białych i kolorowych, ponad 150 tabel, 88 tablic fotograficznych, 32 tablice wielobarwne. Miała dwa wydania; pierwsze w 1978, drugie w niezmienionej formie w 1987 . Drugie wydanie miało nakład 65 000 + 350 egzemplarzy.